# Осиновый (приток Сухого Карая)
Осиновый (устар. Осиновский) — овраг в России, в основном протекает по территории Романовского района Саратовской области. Устье реки находится в 2 км по правому берегу реки Сухой Карай. Длина реки — 10 км, площадь его водосборного бассейна — 73,1 км².

## Данные водного реестра
По данным государственного водного реестра России относится к Донскому бассейновому округу, водохозяйственный участок реки — Хопёр от истока до впадения реки Ворона, речной подбассейн реки — Хопер. Речной бассейн реки — Дон (российская часть бассейна).